# Pseudoboodon
Pseudoboodon – rodzaj węży z rodziny Lamprophiidae.

## Rozmieszczenie geograficzne
Rodzaj obejmuje gatunki występujące w Erytrei, Somalii i Etiopii. 

## Systematyka
Rodzaj zdefiniował w 1897 roku włoski herpetolog Mario Giacinto Peracca w artykule zatytułowanym O niektórych wężach zebranych w Maldi (Erytrea) przez kapitana A. Gascę, opublikowanym w czasopiśmie „Bollettino dei Musei di Zoologia ed Anatomia Comparata della R. Università di Torino”. Gatunkiem typowym jest (oznaczenie monotypowe) P. gascae.

### Etymologia
Pseudoboodon: gr. ψευδος pseudos ‘fałszywy’; rodzaj Boodon Günther, 1858. 

### Podział systematyczny
Do rodzaju należą następujące gatunki: 
- Pseudoboodon abyssinicus Mocquard, 1906
- Pseudoboodon boehmei Rasmussen & Largen, 1992
- Pseudoboodon gascae Peracca, 1897
- Pseudoboodon lemniscatus (Duméril, Bibron & Duméril, 1854)
- Pseudoboodon sandfordorum Spawls, 2004